# Næstved
Næstved – miasto w Danii nad rzeką Suså, siedziba gminy Næstved.
W mieście znajduje się stacja kolejowa Næstved.

## Zabytki oraz miejsca interesujące
- Muzeum Næstved
- Rokokowy Pałac

## Turystyka
Jest dobrą bazą dla wioślarzy. Znajduje się tutaj schronisko młodzieżowe oraz kemping. Miasto leży na trasie Europejskiego Szlaku Gotyku Ceglanego.

## Miasta partnerskie
- Gjøvik, Norwegia
- Gävle, Szwecja
- Rauma, Finlandia
- Bessastahahreppur, Islandia
- Sopot, Polska